# ブラッドプール
ブラッドプール(Bloodpool)は、ロブ・ライフェルド(Rob Liefeld)が創造した架空のスーパーヒーローグループまたはそのコミック・ブックシリーズである。
1996年にライフェルドのエクストリーム・ストゥーディオウス(現：オウサム・コミックス Awesome Comics)によりイメージ・コミックスから発行された。
チームの所属者はラブル(Rubble)、タスク(Task)、ソウル(Seoul)、サイレンス(Psilence)、ワイルダー(Wylder)、そしてフュージョン(Fusion)の6人。彼らはサイボーグであり、また超能力者であり、戦士であり、霊能力者であり、そして錬金術師である。壊され攻撃的な人為物にされた少年達であった。
政府より新規採用となった未成年のスーパーヒーロー達は最終的に名門のヤングブラッド(Youngblood)・チームへ加入する。彼らは、小突かれ、つつかれ、訓練され、鍛えられていった。そして新政権が財政的支援を打ち切ったとき、ブラッドプールのメンバーは解雇された。

## メンバー
タスク (ライアン・オルシーニ)
強力な再生力遺伝子を持つ若きスーパー・ソルジャー。加えて彼の身体は人工知能学と遺伝子工学とによる増強で並はずれた強さ、速度、機敏さ、および反射能力が与えられており、また様々な兵器の専門家でもある。
サイレンス (モニカ・ケイン)
若く美しいテレパスであり、その能力でチームの生きた通信システムとして活動する。その名の通り、発声のできない彼女はテレパシーで会話をする。
フュージョン
有機的・無機的に拘らず物質を異なる形態へと変質させる能力を有する青年。例えば、岩石を持ったまま人間に触れることにより、相手を石に変えることができる。
ソウル (リリー・リー)
若き女性の霊媒師であり武人であり、熟練した戦士である彼女は非常に強靭で素早いが、戦闘中に自分の能力を高めるため死亡した闘士の霊魂を召喚できるということがその主たる能力である。
ラブル
生ける宝石から造られ、遺伝子操作を受けた超人。
近くにある他の土製成分の改変が可能。傷付くこと無く自分の身体の部分を容易に取り外して鈍器として使用できるため、〔瓦礫〕の名を持つ。
ワイルダー
遺伝子工学的改造により、半人半獣になったティーンエイジャー。超人的な力、速度、機敏さ、および反射能力のみならず腕にサイバネティクスの鉤爪と刃とを備えている。

## 参照
- en:List of current Image Comics publications